# Tadeusz Fijewski

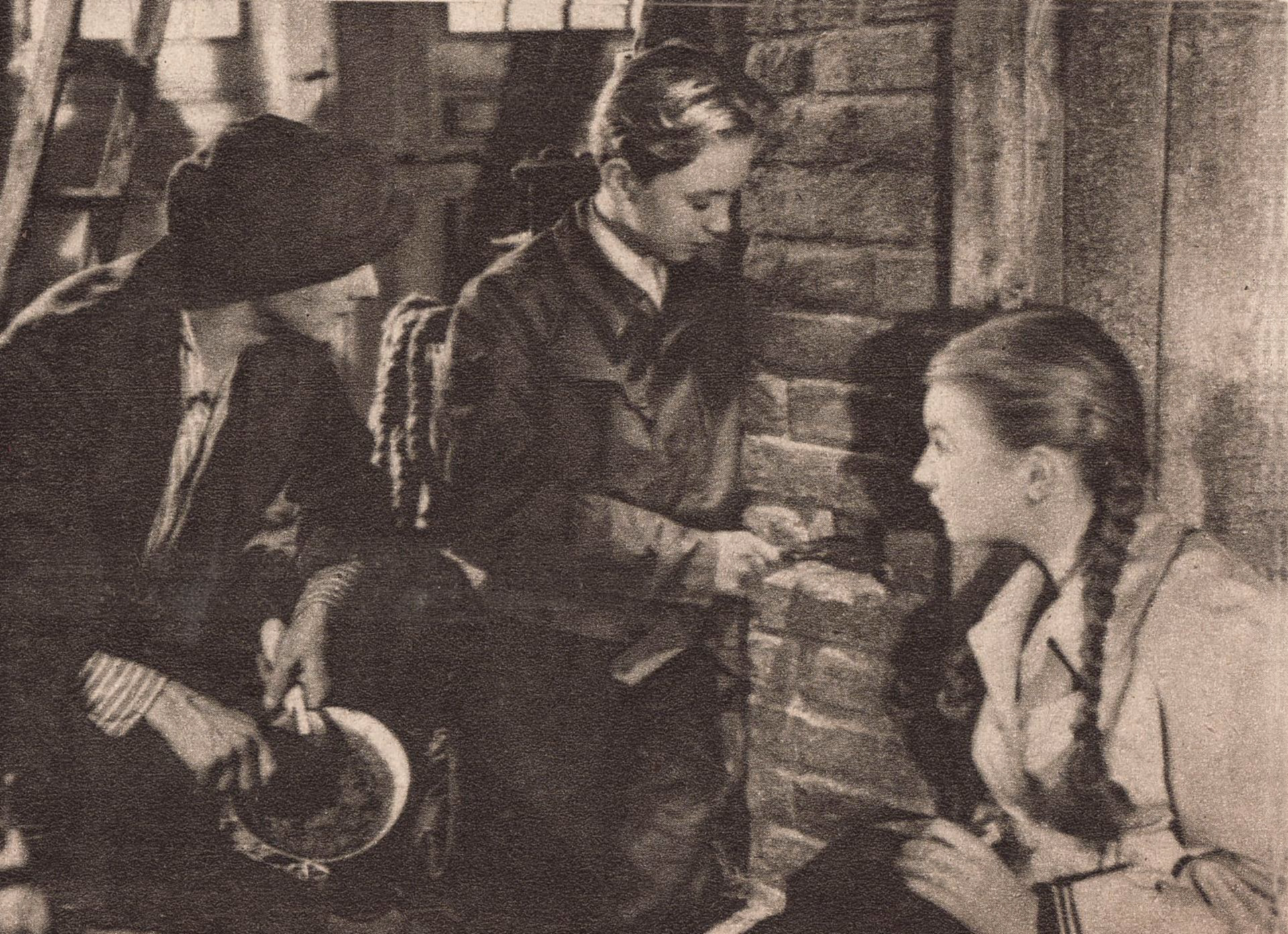
Tadeusz Fijewski, Dionizy Ilczenko i Maria Broniewska w filmie „Ulica Graniczna”, 1947.

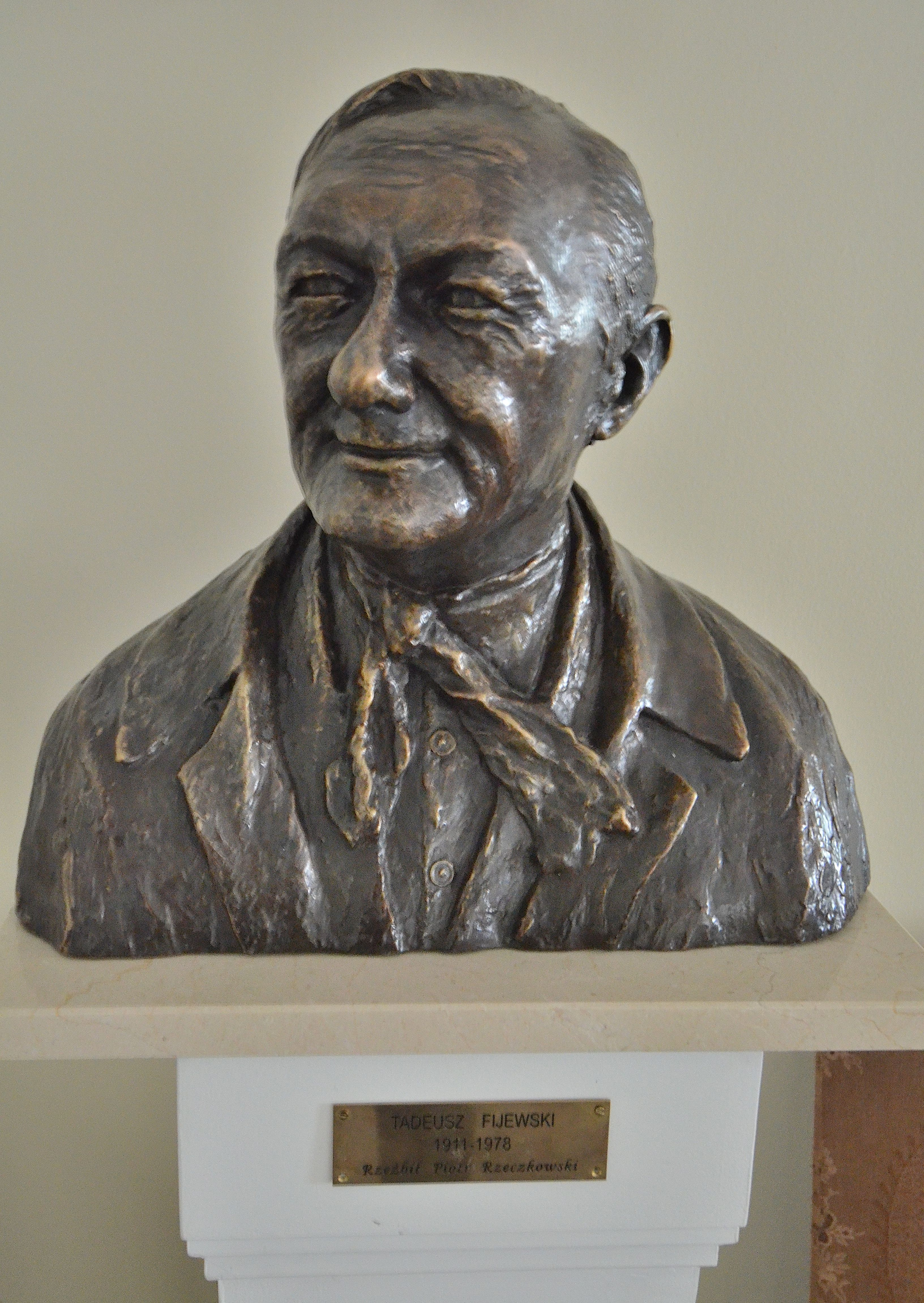
Popiersie Tadeusza Fijewskiego w Teatrze Polskim w Warszawie

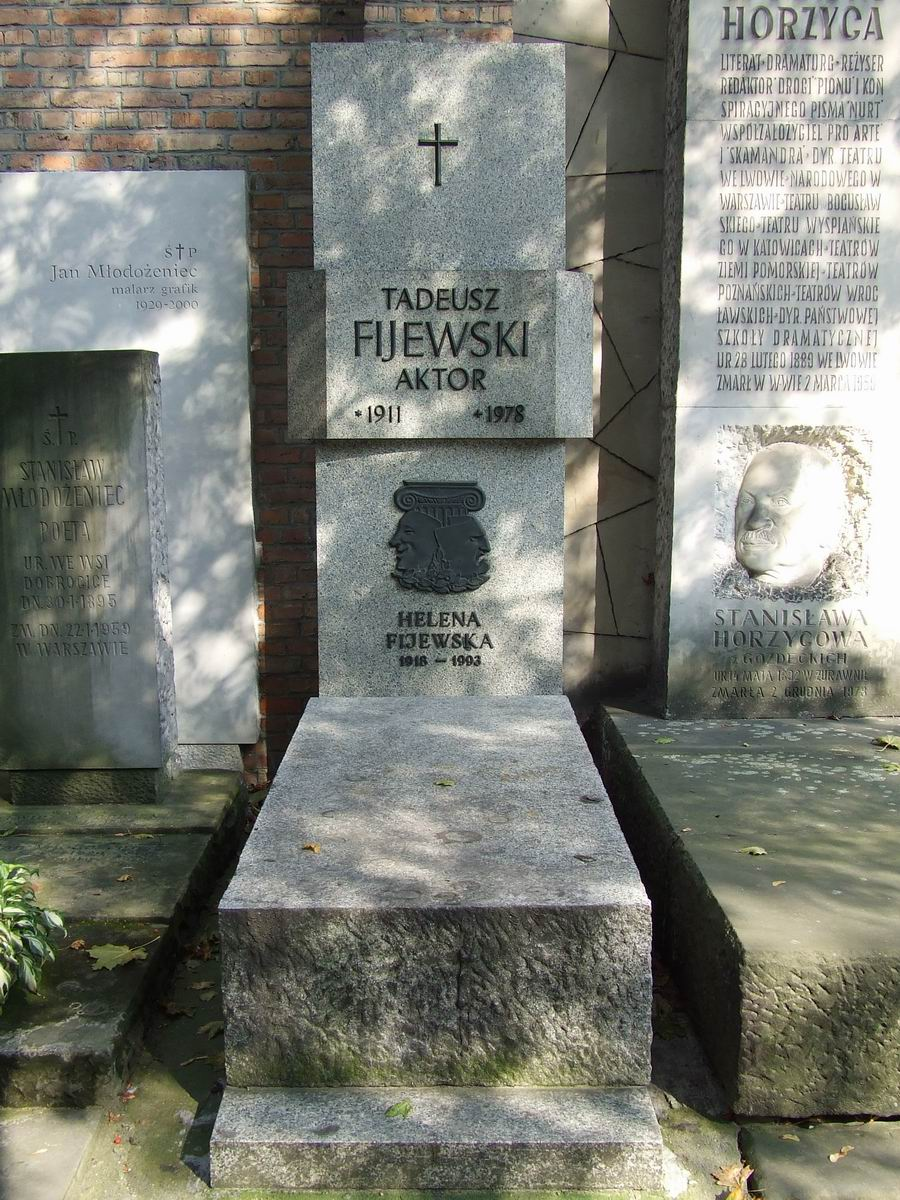
Grób Tadeusza Fijewskiego i jego żony Heleny na cmentarzu Powązkowskim w Warszawie

Tadeusz Fijewski (ur. 14 lipca 1911 w Warszawie, zm. 12 listopada 1978 tamże) – polski aktor teatralny, filmowy i telewizyjny oraz radiowy.

## Życiorys
Urodził się 14 lipca 1911 na warszawskim Powiślu, w robotniczej rodzinie Wacława (malarza pokojowego) i Marianny z Lubańskich. Miał dziewięcioro rodzeństwa, z których troje wybrało drogę artystyczną. Oprócz Tadeusza byli to: aktorka i tancerka Barbara, oraz brat Włodzimierz i siostra Maria, którzy pracowali w teatrach lalkowych. W latach 20. XX w. ukończył Szkołę Powszechną nr 34 w Warszawie.

### II Rzeczpospolita
Zadebiutował 13 października 1921 jako statysta w Chorym z urojenia Moliera, w Teatrze Polskim w Warszawie, kierowanym przez jego założyciela Arnolda Szyfmana. Aktorem Teatru Polskiego był następnie aż do śmierci w 1978. Po debiucie występował w spektaklach amatorskich i przedstawieniach dla dzieci, a od 1927 również w filmie. Na ekranie zadebiutował jako szesnastoletni laureat konkursu zorganizowanego przez dziennik „ABC” w filmie Zew morza w reż. Henryka Szaro, wcielając się w rolę dziesięcioletniego Stacha.
W 1927, po nieudanym podejściu do aktorskiego egzaminu eksternistycznego, podjął przerwaną naukę w gimnazjum, nadal występując na scenie i w filmach. Warunki zewnętrzne sprawiły, że grywał zwykle role nastolatków, zyskując wśród widzów miano „złotowłosego urwisa ekranu”. W 1936 ukończył Państwowy Instytut Sztuki Teatralnej w Warszawie. Po studiach aktorskich grał w objazdowym Teatrze dla Dzieci „Płomyku” i „Płomyczku”. Do września 1939 był związany ponadto z warszawskimi scenami Teatru Malickiej i Teatru Ateneum oraz teatrem w Sosnowcu.

### II wojna światowa
Po wybuchu II wojny światowej zgłosił się do Wojska Polskiego, ale do służby nie został powołany. 3 maja 1940 roku wywieziony z Pawiaka do Sachsenhausen i Dachau. Po uwolnieniu z obozu w 1941 pracował jako sprzątacz i kelner w warszawskich barach, współpracował z AK. Uczestniczył w powstaniu warszawskim będąc członkiem Grupy Bojowej „Krybar” (posługiwał się pseudonimem „Kostek”), a po jego upadku był więziony w obozach jenieckich na terenie III Rzeszy (m.in. Oflag II D Gross-Born). Po wyjściu na wolność był aktorem teatru powstańczego BIiP AK (1944) Leona Schillera oraz członkiem zespołu estradowego stworzonego przez Kazimierza Krukowskiego, który występował w polskich obozach na terenie okupowanych Niemiec.

### Po wojnie
W 1945 powrócił do Polski. Występował w teatrach w Toruniu, Łodzi i Warszawie. Aktor teatrów warszawskich: Nowego (1947–1949), Narodowego (1949–1954), Współczesnego (1954–1968) i Polskiego (1968–1978). Po wojnie zrezygnował z ról chłopięcych i od razu przyjął emploi nieporadnego staruszka.
Wystąpił w ponad 50 filmach. Występował w radiowej powieści Matysiakowie oraz w radiowym Teatrze Eterek Jeremiego Przybory w roli Mundzia, syna wdowy Eufemii, granej przez Irenę Kwiatkowską.
Najsłynniejsze role, to: Rzecki w Lalce w reż. Wojciecha Jerzego Hasa, Kuba w Chłopach w reż. Jana Rybkowskiego, stary Czereśniak w serialu telewizyjnym Czterej pancerni i pies w reż. Konrada Nałęckiego oraz nieco gapowaty pan Anatol w cyklu filmów w reżyserii Jana Rybkowskiego.
Jego żoną była aktorka Helena Makowska-Fijewska.
Spoczywa wraz z żoną na cmentarzu Powązkowskim w Warszawie (Aleja Zasłużonych-1-94).

## Role teatralne

### Sezon 1945/1946 –Teatr Ziemi PomorskiejwToruniu(dyr.Wilam Horzyca)
- Sen nocy letniej Williama Szekspira – Dudka
- Major Barbara – Adolf Ciusins
- Szczęśliwe dni – Bernard Gassin

### Sezon 1946/1947 –Teatr Wojska PolskiegowŁodzi(dyr.Leon Schiller)
- Cud mniemany, czyli Krakowiacy i Górale Wojciecha Bogusławskiego – Świstos

### Sezon 1947/1948 i 1948/1949 –Teatr NowywWarszawie(dyr.Marian Meller)
- Wesele Figara Pierre’a de Beaumarchais’go – Don Guzman Gąska (1947)
- Rewizor Nikołaja Gogola – Piotr Iwanowicz Bobczyński (1947)
- Słomkowy kapelusz Eugene’a Labiche’a – Bobin (1948)
- Zemsta nietoperza Johanna Straussa – Książę Gigi (1949)

### Sezon 1949/1950 – 1955/1956 –Teatr Narodowyw Warszawie
- Jegor Bałyczow i inni Maksyma Gorkiego w reż. Władysława Krasnowieckiego (1949)
- Sułkowski Stefana Żeromskiego – Zalesiak (1951)
- Rewizor Nikołaja Gogola – Chlestakow (1952)
- Bobrowe futro Gerharta Hauptmanna – Krueger (1953)
- Niemcy Leona Kruczkowskiego – Juryś (1955)

### Sezon 1956/1957 – 1967/1968 –Teatr Współczesnyw Warszawie
- Czekając na Godota Samuela Becketta – Gogo (1957)
- Historia fryzjera Vasco Georges’a Schehade’a – Cezar (1961)
- Kariera Artura Ui Bertolta Brechta – Fish (1962)
- Trzy siostry Antona Czechowa – Fierapont (1963)
- Dożywocie Aleksandra Fredry – Twardosz (1963)
- Androkles i lew George’a Bernarda Shawa – Androkles (1964)
- Tango Sławomira Mrożka – Wuj Eugeniusz (1965)
- Dwa teatry Jerzego Szaniawskiego – Ojciec (1968)

### Sezon 1968/1969 – 1977/1978 –Teatr Polskiw Warszawie
- Martwe dusze Nikołaja Gogola – Pluszkin (1969)
- Szkoła żon Wojciecha Bogusławskiego – Anzelm (1969)
- Intryga i miłość Friedricha Schillera – Miller (1969)
- Cymbelin Williama Szekspira – Cymbelin (1970)
- Chłopcy Stanisława Grochowiaka – Kalmita (1970)
- Pan Benet Aleksandra Fredry – Pan Benet (1975)
- Pigmalion George’a Bernarda Shawa – Alfred Doolittle (1975)
- Maria Stuart Friedrich Schiller – George Talbot (1976)

## Filmografia

### Filmy (lata 1927–1939)
- 1927 – Zew morza (reż. Henryk Szaro) jako Stach w wieku dziecięcym
- 1928 – Przedwiośnie (reż. Henryk Szaro), film nie zachował się
- 1928 – Dzikuska (reż. Henryk Szaro), film nie zachował się
- 1928 – Kropka nad i (reż. Juliusz Gardan) jako chłopiec sierota
- 1929 – Ponad śnieg (reż. Konstanty Meglicki) jako Felek
- 1929 – Pod banderą miłości (reż. Michał Waszyński) jako kadet szkoły morskiej, film nie zachował się
- 1929 – Mocny człowiek (reż. Henryk Szaro)
- 1930 – Uroda życia (reż. Juliusz Gardan) jako uczeń
- 1931 – 10 z Pawiaka
- 1932 – Legion ulicy (reż. Aleksander Ford) jako Władek
- 1933 – 10% dla mnie (reż. Juliusz Gardan) jako boy hotelowy
- 1933 – Prokurator Alicja Horn (reż. Michał Waszyński) jako gazeciarz
- 1934 – Córka generała Pankratowa (reż. Józef Lejtes) jako skazany rewolucjonista
- 1934 – Młody las (reż. Józef Lejtes) jako uczeń
- 1935 – Nie miała baba kłopotu (reż. Michał Waszyński i Aleksander Ford)
- 1935 – Dwie Joasie (reż. Mieczysław Krawicz) jako goniec Antoś
- 1936 – Tajemnica panny Brinx (reż. Bazyli Sikiewicz) jako steward
- 1937 – Trójka hultajska (reż. Henryk Szaro) jako najstarszy syn Wyciora
- 1938 – Florian (reż. Leonard Buczkowski) jako Gaweł, wnuk Wereszczyńskiego
- 1938 – Paweł i Gaweł (reż. Mieczysław Krawicz) jako Stefek, pracownik Pawła
- 1939 – Kłamstwo Krystyny (reż. Henryk Szaro) jako goniec

### Filmy (po 1945)
- 1946 – W chłopskie ręce (reż. Leonard Buczkowski) jako Józiek, pomocnik Witolda Patyka
- 1948 – Ulica Graniczna (reż. Aleksander Ford) jako Bronek Cieplikowski i fryzjer strzygący Kuśmiraka (dwie role)
- 1954 – Trudna miłość (reż. Stanisław Różewicz) jako Biedronka
- 1954 – Pod gwiazdą frygijską (reż. Jerzy Kawalerowicz) jako dorożkarz
- 1954 – Pokolenie (reż. Andrzej Wajda) jako niemiecki wartownik w tartaku
- 1956 – Nikodem Dyzma (reż. Jan Rybkowski) jako nadinspektor Jarec
- 1957 – Kapelusz pana Anatola (reż. Jan Rybkowski) jako Anatol Ryszard Kowalski, kasjer w PZU
- 1957 – Pętla (reż. Wojciech Jerzy Has) jako Władek, alkoholik w barze „Pod Orłem”
- 1958 – Kalosze szczęścia (reż. Antoni Bohdziewicz) jako Hipek Michalak, pomocnik fotografa
- 1958 – Pan Anatol szuka miliona (reż. Jan Rybkowski) jako Anatol Kowalski, kasjer
- 1958 – Żołnierz królowej Madagaskaru (reż. Jerzy Zarzycki) jako Saturnin Mazurkiewicz
- 1959 – Inspekcja pana Anatola (reż. Jan Rybkowski) jako Anatol Kowalski
- 1961 – Złoto (reż. Wojciech Jerzy Has) jako Edzio, puzonista
- 1962 – Czarne skrzydła (reż. Ewa i Czesław Petelscy) jako Falkiewicz, geometra
- 1962 – Dom bez okien (reż. Stanisław Jędryka) jako clown Jankowski
- 1964 – Pierwszy dzień wolności (reż. Aleksander Ford) jako doktor Rhode, ojciec Ingi, Luzzi i Lorchen
- 1965 – Człowiek z kwiatem w ustach (reż. Jan Rybkowski) jako spóźniony letnik
- 1965 – Lenin w Polsce (reż. Siergiej Jutkiewicz) jako pisarz więzienny w Nowym Targu
- 1965 – Trzy kroki po ziemi (reż. Jerzy Hoffman, Edward Skórzewski) jako notabl Majchrowski (w noweli Dzień urodzin)
- 1967 – Katarynka (reż. Stanisław Jędryka) jako pan Tomasz
- 1967 – Ojciec (reż. Jerzy Hoffman) jako Hipolit Dymek, woźnica
- 1968 – Lalka (reż. Wojciech Jerzy Has) jako Ignacy Rzecki
- 1969 – Księżyc (reż. Stanisław Brejdygant) jako Pietruchow
- 1971 – Kamizelka (reż. Stanisław Jędryka) jako doktor
- 1971 – Na przełaj (reż. Janusz Łęski) jako ojciec
- 1973 – Chłopi (reż. Jan Rybkowski) jako Kuba Socha, parobek Macieja Boryny (cz. 1. Boryna)
- 1974 – Wiosna panie sierżancie (reż. Tadeusz Chmielewski) jako Wyderko
- 1975 – Kazimierz Wielki (reż. Ewa i Czesław Petelscy) jako Nanker, biskup krakowski i wrocławski
- 1975 – Noce i dnie (reż. Jerzy Antczak) jako Łuczak, chłop w Serbinowie
- 1979 – Pełnia (reż. Andrzej Kondratiuk) jako dziadek Foton (ostatnia rola Fijewskiego, produkcję filmu zakończono już po jego śmierci)

### Seriale telewizyjne
- 1966–1970 – Czterej pancerni i pies (reż. Konrad Nałęcki) jako stary Czereśniak, ojciec Tomka Czereśniaka (odc. 4. Psi pazur, odc. 9. Zamiana i odc. 21. Dom)
- 1972 – Chłopi (reż. Jan Rybkowski) jako Kuba Socha, parobek Macieja Boryny (odc. 1. Boryna, odc. 2. Jarmark, odc. 3. Zrękowiny i odc. 4. Wesele)
- 1977 – Noce i dnie (reż. Jerzy Antczak) jako Łuczak, chłop w Serbinowie (odc. 2. Piotruś i Teresa, odc. 3. Babcia, odc. 4. Wieczne zmartwienia, odc. 6. Miłość, odc. 7. Wiatr w oczy i odc. 10. Rodzimy się, umieramy, a życia wciąż wystarcza...)

## Ordery i odznaczenia
- Order Sztandaru Pracy II klasy (1970)
- Krzyż Oficerski Orderu Odrodzenia Polski (1959)
- Złoty Krzyż Zasługi (11 lipca 1955)[6]
- Medal 10-lecia Polski Ludowej (19 stycznia 1955)[7]
- Odznaka 1000-lecia Państwa Polskiego (1967)
- Złota Odznaka honorowa „Za Zasługi dla Warszawy” (17 stycznia 1963)[8]
- Odznaka "Zasłużony dla Teatru Polskiego" (1976)[9]

## Nagrody
- Nagroda Komitetu do Spraw Radia i Telewizji za rolę Wojciecha Grzelaka w radiowej powieści Matysiakowie (1958)
- Nagroda Miasta Stołecznego Warszawy[1]
- Nagroda Ministra Kultury i Sztuki I stopnia za całokształt pracy aktorskiej w teatrze i w filmie (1967)[10]
- „Złoty Ekran” – nagroda tygodnika „Ekran” za rolę Hipolita Dymka w filmie Ojciec w reż. Jerzego Hoffmana (1968)
- Nagroda na VII Międzynarodowym Festiwalu Filmowym w Panamie za rolę Ignacego Rzeckiego w filmie Lalka w reż. Wojciecha Hasa (1969)
- Nagroda na XII Festiwalu Polskich Sztuk Współczesnych we Wrocławiu za rolę Kalmity w spektaklu Chłopcy Stanisława Grochowiaka w Teatrze Polskim w Warszawie (1971)

## Upamiętnienie
- W listopadzie 2008 skwerowi zlokalizowanemu u zbiegu ulic Zajęczej i Topiel na warszawskim Powiślu nadano nazwę: Tadeusza, Marii, Barbary, Włodzimierza Fijewskich[11].
- Imieniem Tadeusza Fijewskiego nazwano ulicę w Katowicach.
- W 2016 r. Poczta Polska wyemitowała zaprojektowany przez Marzannę Dąbrowską upamiętniający Tadeusza Fijewskiego znaczek pocztowy o nominale 6 złotych należący do serii „Ludzie kina i teatru”[12].